# Кровавая суббота

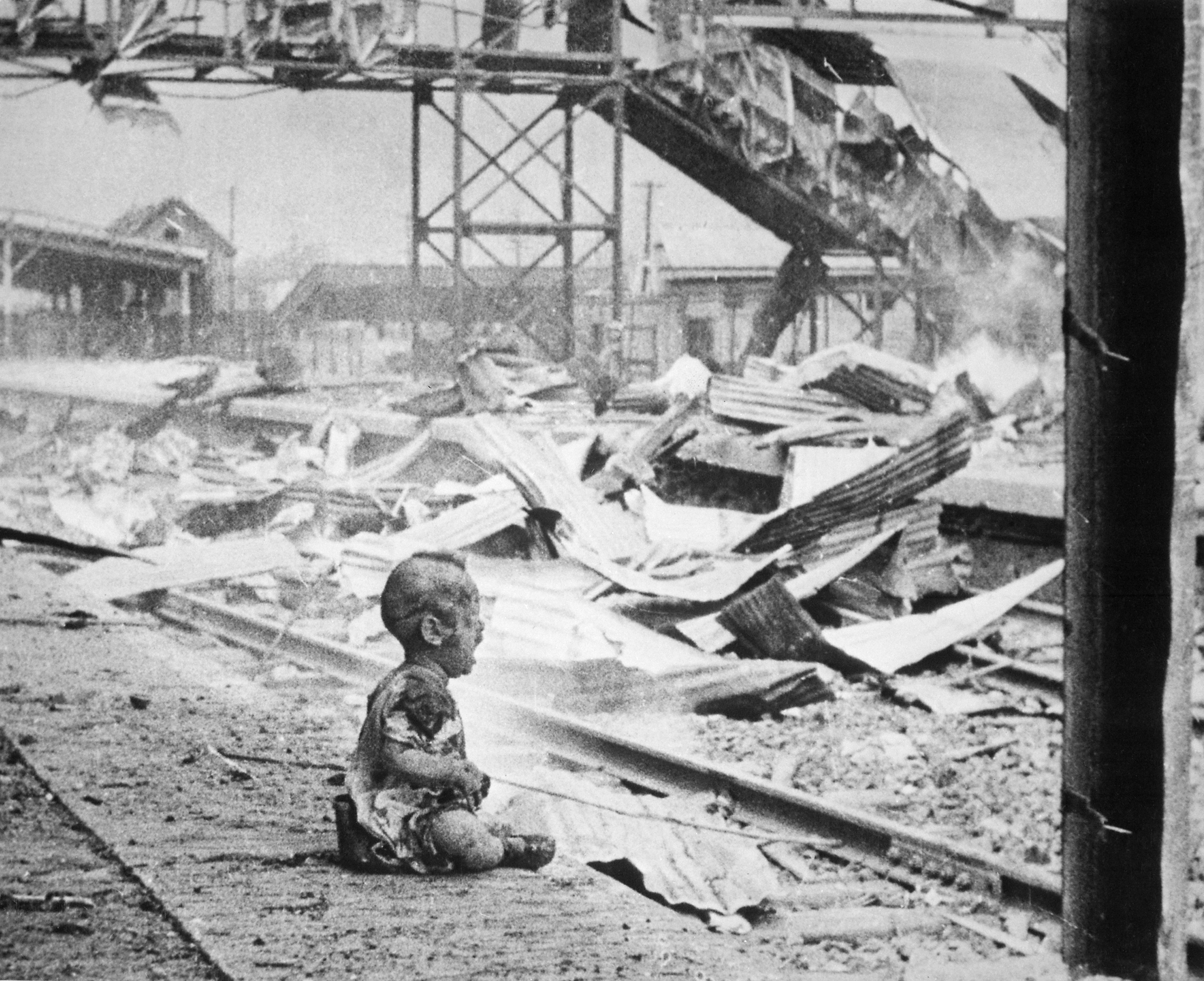
Знаменитая фотография плачущего ребёнка посреди руин разбомблённого Южного железнодорожного вокзала Шанхая,
суббота 28 августа 1937 года

Кровавая суббота (кит. упр. 血腥的星期六, пиньинь Xuèxīng De Xīngqīliù, палл. Сюэсин Дэ Синцилю) — название черно-белой фотографии, опубликованной осенью 1937 года, которую менее чем за месяц увидели более 136 миллионов людей. На фотографии изображён китайский ребёнок, плачущий на руинах Южного железнодорожного вокзала Шанхая, фотография стала культурной иконой, демонстрирующей жестокость японцев во время войны в Китае. Снимок был сделан спустя несколько минут после воздушной атаки, поразившей мирных жителей во время битвы за Шанхай. Фотограф Hearst Corporation, Ван Сяотин, не знал ни имени, ни даже пола раненого ребёнка, чья мать лежала мертвой неподалеку. Фотография в своё время получила достаточно широкое распространение, и вызвало явное недовольство западного мира в отношении насилия со стороны Японии в Китае. Журналист Гарольд Айзекс назвал фотографию «одной из самых успешных „пропагандистских“ примеров всех времен».
Ван Сяотин снимал кадры с разбомблённого Южного вокзала с помощью кинокамеры Аймо, а также сделал несколько фотоснимков с помощью камеры компании Leica Camera. Знаменитое изображение, полученное фотокамерой Leica, также называли Китайский ребёнок сирота или Ребёнок на Шанхайском железнодорожном вокзале. Фотография была осуждена японскими националистами, которые утверждали, что она была поставлена.

## История
Во время второго Шанхайского сражения японская армия наступала на Шанхай, самый густонаселённый на тот момент город Китая. Ван Сяотин и другие журналисты, такие как Харрисон Форман и Джордж Крайнуков, сделали множество снимков боевых действий, включая ужасные последствия бомбардировки с воздуха японскими самолётами. Ван был китайцем, который владел магазином камер в Шанхае. Национально-революционная армия начала отступать из города, выходя из блокады по реке Хуанпу. Международная группа журналистов узнала о том, что самолёты Императорского флота Японии должны были бомбить блокаду в 14:00 в субботу, 28 августа 1937 года, и многие из них собрались на крыше здания Butterfield & Swire, чтобы снять бомбардировку. В три часа дня не было видно ни одного самолёта, и большинство журналистов разошлись. Остался только Ван Сяотин, работающий на Hearst Metrotone News. В четыре часа дня появились 16 самолётов Императорского флота Японии, они облетели и начали бомбить беженцев на Южном вокзале, ожидавших задерживающийся поезд в Ханчжоу, на юг.
Я заметил, что моя обувь была пропитана кровью.
Ван спустился на улицу, где сел в свою машину и быстро поехал к разрушенному железнодорожному вокзалу. Об увиденном он писал: «Это было ужасное зрелище. Люди пытались встать. Мертвые и раненые лежали на путях и платформе. Повсюду разбросаны конечности. Только моя работа помогла забыть то, что я видел. Я остановился, чтобы подготовить мою камеру. Я заметил, что моя обувь была пропитана кровью. Я шёл по железнодорожным путям и делал много снимков с горящим мостом на заднем плане. Потом я увидел, как мужчина поднял ребёнка с рельсов и понес его на платформу. Он вернулся за ещё одним тяжело раненным ребёнком. Мать лежала мертвой на рельсах. Когда я снимал эту трагедию, я услышал звук возвращающихся самолётов. Быстро, я отснял оставшиеся кадры [плёнки] на ребёнка. Я побежал к нему, намереваясь отвести его в безопасное место, но отец вернулся. Бомбардировщики прошли над головой. Бомб сброшено не было».
Ван так и не узнал ни имя этого ребёнка, ни то мальчик это был или девочка, и выжил ли он или она. На следующее утро он пришёл со снимками со своей камеры Leica в офис China Press, где показал их Малкольму Рошолту, сказав: «Посмотрите на это!». В газетах сообщалось, что на следующее утро около 1800 человек, в основном женщины и дети, находились на железнодорожной станции, и японские пилоты, вероятно, приняли их за движение войск. Там же говорили, что менее 300 человек пережили воздушную атаку. В октябре журнал Life сообщил о 200 погибших.

## Публикации
Ван Сяотин послал свои работы на корабле ВМС США в Манилу, а оттуда фильм был доставлен в Нью-Йорк на самолёте Pan American World Airways. Начиная с середины сентября 1937 года, работы Вана увидели, спустя месяц только в США порядка 50 миллионов человек и 30 миллионов за пределами Соединённых Штатов. Фотография плачущего ребёнка была напечатана в газетах издательского треста Херста тиражом около 25 миллионов экземпляров. Кроме этого, ещё на 1,75 миллионах экземпляров других газет в США была напечатана фотография. Впервые фотография появилась в журнале Life 4 октября 1937 года, когда было подсчитано, что её видели 136 миллионов человек. На лицевой странице номера журнала была фотография с ребёнком на носилках, получающим медицинскую помощь.

## Реакция
«Незабываемое» изображение стало одной из самых влиятельных фотографий, вызвавших антияпонские настроения в Соединённых Штатах. «Приливная волна сочувствия» вылилась из Америки в Китай, и фотография получила широкое распространение, для сбора пожертвований и оказания помощи Китаю. Возбуждённые фотографиями событий в Китае, США, Великобритания и Франция протестовали против японских бомбардировок китайских гражданских лиц в открытых городах. Американцы стали использовать в отношении японцев такие термины, как «мясники» и «убийцы». После капитуляции Шанхая японский адмирал Коити Сиодзава сказал репортёру из The New York Times: «Я вижу, что ваши американские газеты прозвали меня детоубийцей».
Читатели Life проголосовали за фотографию как одну из десяти «Картин года» за 1937 год. В 1944 году работы Ван Сяотина были использованы в фильме Франка Капры «Битва за Китай».

## Наследие
В конце 1940-х годов, Энди Уорхол создал свою версию фотографии, однако судьба оригинала сейчас не известна. Серия работ Уорхола «Бедствия» 1960-х годов стала возвращением к этому формату, к интерпретациям заметных фотографий.
Ван Сяотин переехал в Тайбэй в 1970-х годах, где умер от диабета в возрасте 81 года, 9 марта 1981 года.
Фотография появилась в книге Time-Life «100 фотографий, которые изменили мир», опубликованной в 2003 году. Национальное географическое общество включило фотографию в «Краткую историю мира: Иллюстрированная временная шкала» в 2006 году.

### Вопрос о подлинности фотографии

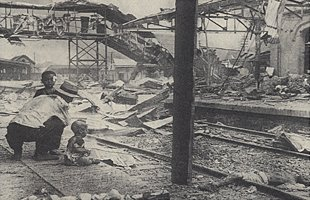
Другая фотографий Ван Сяотина, опубликованная журналом Look в декабре 1937 года

В то время японские националисты назвали эту фотографию постановкой, а японское правительство предложило за голову фотографа 50 000 долларов, что эквивалентно 870 000 долларов в 2019 году. Известно, что Ван был против японского вторжения в Китай и имел левые политические симпатии, и он работал на Уильяма Рэндольфа Херста, который в отношении Испано-американской войны говорил своим журналистам: «Вы предоставите фотографии, а я предоставлю войну». Ещё одна из фотографий Ван Сяотина появилась в журнале Look 21 декабря 1937 года, на которой изображены двое мужчин, склонившихся над плачущим ребёнком. Предполагалось, что этот человек был помощником Ван Сяотина, и организовывал кадр. В статье The Japan Times говорилось, что этот человек был спасателем, и он посадил ребёнка перед фотографом. Ван описал этого человека как отца ребёнка, пришедшего спасать своих детей, когда японский самолёт возвращался после бомбардировки.
В 1956 году журналист Артур Ротштейн поддержал своё прежнее мнение о том, что Ван поставил фотографию. Недавно рассекреченный учебный видеоролик, опубликованный министерством обороны США, был размещён в Национальном архиве США, на котором можно увидеть человека, несущего ребёнка через железнодорожные пути, куда Ван жестом указал ему вслед. В 1975 году журнал Life опубликовал фотографию с подписью: «Говорят, что это постановка, но с разных точек зрения очевидно, что это не более чем сфабрикованный слух».

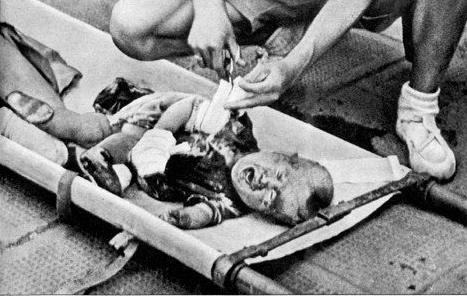
Ребёнок на носилках, получающий первую помощь

В 1999 году группой, основанной профессором Фудзиокой Нобукацу из Токийского университета, была опубликована статья под названием «Манипуляции с документальными фотографиями в Китае: разжигание пламени ненависти в США», в которой Нобукацу и Сюдо Хигасинакано утверждают, что на фотографии изображён мужчина, усаживающий сначала одного, а затем двоих детей на железнодорожные пути с целью сделать «плачевное зрелище» для американцев, чтобы подготовить их к войне против Японии. Японские профессора утверждают, что Ван специально добавил дым, чтобы сделать изображение более драматичным, но Малкольм Рошолт писал, что на вокзале все ещё стоял дым, когда туда добрался Ван. Японские националисты не говорят, что бомбардировки не состоялись, и что китайское мирное население не было убито и ранено, но представленные фотографии как фальшивки позволяет легко понять, что в историческом отчёте присутствуют ложные сведения. В статье Нобукацу и Хигасинакано не упоминается другая фотографию Ван Сяотина, опубликованная в журнале Life, на которой видно, как ребёнок плачет на медицинских носилках, когда ему оказывает первую помощь китайский бойскаут.
Вонг снял ещё несколько работ, рассказывающих о нападении японцев на Китай, в том числе о битве за Сюйчжоу в мае 1938 года и бомбардировках в Гуанчжоу в июне. Он действовал под британской защитой, но постоянные угрозы смерти со стороны японских националистов заставили его покинуть Шанхай со своей семьёй и переехать в Гонконг.